# Pozo-Lorente
Pozo-Lorente è un comune spagnolo  situato nella comunità autonoma di Castiglia-La Mancia.